# Accident du meeting aérien de Sknyliv
L'accident du meeting aérien de Sknyliv est un événement qui se produisit le samedi 27 juillet 2002, lorsqu'un chasseur Su-27 Flanker de la patrouille acrobatique des Ukrainian Falcons, de la force aérienne ukrainienne, s'écrasa pendant une démonstration de voltige aérienne à l'aérodrome de Sknyliv, près de Lviv, en Ukraine.
77 personnes furent tuées et 543 blessées, dont une centaine furent hospitalisées. Parmi les accidents ayant eu lieu lors d'un meeting aérien, il s'agit du plus meurtrier de l'histoire.

## L'accident
Plus de 10 000 spectateurs assistaient à la représentation aérienne, mise en place pour célébrer le 60e anniversaire du 14e corps aérien de la force aérienne ukrainienne,. À 12 h 52, le chasseur d'origine soviétique — manœuvré par deux pilotes expérimentés — entama une manœuvre en tonneau dirigée vers le sol à basse altitude. Une fois sorti de son tonneau, le nez cabré en l'air, l'appareil était toujours lancé sur une descente rapide et l'aile gauche décrocha brutalement juste avant l'impact, moment où les pilotes prirent la décision de s'éjecter de leur appareil. L'avion alla ensuite littéralement s'aplatir au sol, glissant ensuite vers un avion de transport Il-76MD stationné dans sa trajectoire, qu'il percuta par le côté au niveau du nez avant d'exploser et de rouler en flammes vers la foule présente au sol. Les deux pilotes s'en tirèrent vivants et avec des blessures mineures.
77 spectateurs furent tués, parmi lesquels 19 enfants (même si les rapports initiaux divergeaient, certains indiquant un nombre de 85 victimes). Environ 100 personnes furent hospitalisées, pour des blessures à la tête, des brûlures et des fractures,. D'autres blessures furent également à noter, mais leur degré de gravité était moindre et ne nécessitait pas d'hospitalisation. Un total de 543 personnes furent blessées pendant l'accident.

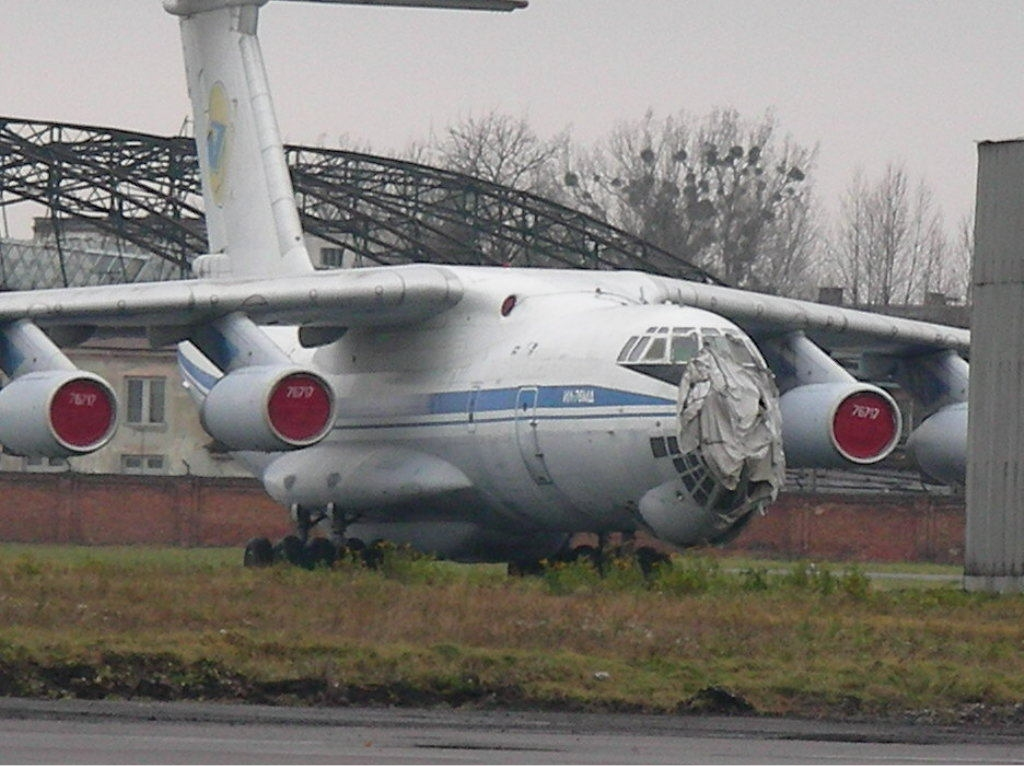
Vue de l'avant de l'Iliouchine Il-76MD endommagé.

Après l'accident, les pilotes affirmèrent que la carte de vol qu'ils avaient reçue différait de la disposition réelle des éléments du terrain. Sur les données récupérées de l'enregistreur de vol, il était possible d'entendre l'un des pilotes demander : « et où sont nos spectateurs ? ». D'autres personnes suggérèrent que les pilotes avaient été trop lents à réagir, en présence des alertes automatiques produites par l'ordinateur de bord.

## Conséquences
Le président ukrainien Leonid Koutchma accusa publiquement les militaires d'être responsables du désastre et fit démissionner le chef de la force aérienne, Volodymyr Strelnykov et le chef d'Etat-major Petro Choulyak. Le ministre de la Défense Volodymyr Chkidtchenko envoya lui aussi sa démission, mais elle fut rejetée par Koutchma. Le 24 juin 2005, une cour militaire condamna le pilote Volodymyr Toponar et le copilote Yuriy Yegorov respectivement à des peines de prison de quatorze et huit ans,. La cour déclara les deux pilotes et trois autres officiels militaires coupables de ne pas avoir obéi aux ordres, de négligences et d'avoir violé les règlements aériens de l'endroit où s'était produit l'accident. Deux des trois officiels furent condamnés à des peines de six ans de prison, et le dernier fut condamné à une peine de quatre ans. Toponar fut également condamné à verser un montant de 7,2 millions d'hryvnia (environ 1,18 million d'euros) de compensation aux familles, tandis qu'Yegorov fut condamné à verser une somme de 2,5 millions d'hryvnia. L'entraîneur principal de l'équipage fut acquitté, en raison d'un manque de preuves,. Yegorov a été libéré en 2013.
Alors que les pilotes se virent attribuer la majorité des responsabilités, parmi lesquelles l'accusation d'avoir tenté d'effectuer des manœuvres pour lesquelles ils n'avaient pas assez d'expérience, Toponar affirma qu'il avait fait la demande d'un vol d'entraînement supplémentaire sur le terrain de l'événement, cette demande lui ayant été cependant refusée. Après l'annonce du verdict, Toponar annonça qu'il prévoyait de faire appel, insistant sur le fait que, d'après lui, le crash était dû à un plan de vol défaillant.